# Тоханбва (саофа Муанг Мао)
Тоханбва (*кит.: 思洪法, бірм. သိုဟန်ဘွာာ, тай-ниа:ᥔᥫᥴ ᥞᥨᥛᥲ ᥜᥣᥳ; д/н — 1480) — 11-й володар держави Муанг Мао у 1461—1480 роках. У китайців відомий як Сі Хунфа.

## Життєпис
Син саофа Тобокбва. Шанське ім'я не відоме. 1461 року посів трон. Визнав зверхність імперії Мін, куди 1465 року відправив посольство з даниною. Імператор Чжу Цзяньшень не визнав його статусу та не надав офіційного титулу тусі, а за фактом визнав правління Тоханбви, оскільки вбачав в ньому противагу царству Ава. 1469 року було відправлено вдруге данину до мінського уряду.
1471 року аваський цар Тхіхатхура I відповідно до ава-мінської угоди 1446 року висунув претензії на князівство Могн'їн, що на той час стало основою Муанг Мао. Втім китайський уряд затягував відповідь, призначивши розслідування обставин. 1474 року Тоханбва втретє відправив данину до Мін. 1475 року Чжу Цзяньшень офіційно передав Могн'їн у володіння князівства Могаунг (як номінального спадкоємця тайського царства Пон), проте фактично владу зберіг Тоханбва.
Втім тиск Ави не припинявся, й 1476 року саофа визнав зверхність Тхіхатхури I, сплативши данину. Цей факт свідчить, що на той час Муанг Мао була не здатна військовим чином протистояти ворогам, а покладалася на дипломатію. 1479 року Ава стала готуватися до повного приєднання Могн'їн до своїх володінь й лише загроза війни з Мін завадила цьому. Влада Тоханбви на той час повністю занепала. Помер він 1480 року. Спадкував стрийко Сі Луфа.